# Station Ruda Kochłowice
Station Ruda Kochłowice is een spoorwegstation in de Poolse plaats Ruda Śląska.